# ビペホルム実験

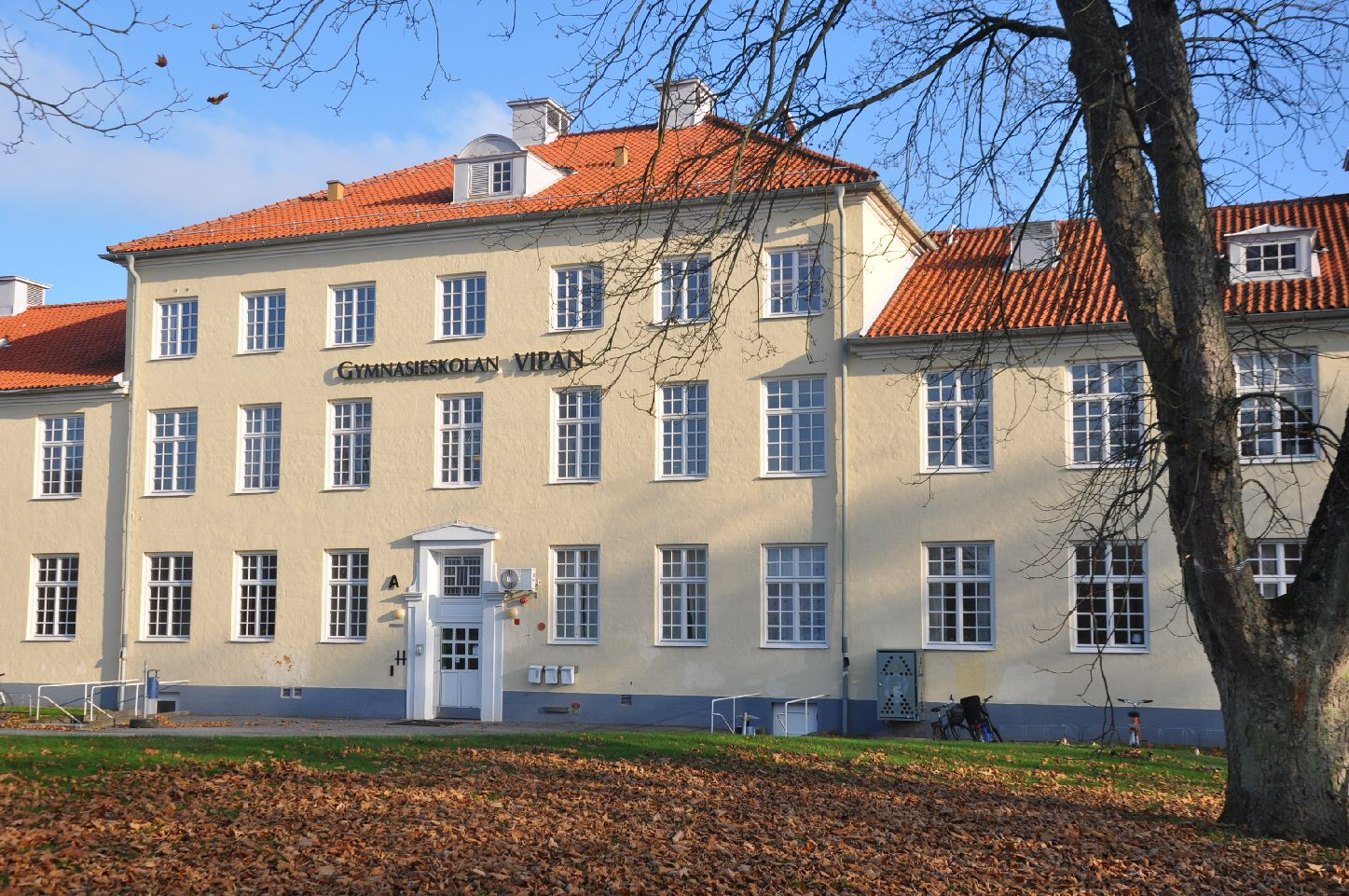
旧・ビペホルム精神病院（現在はギムナジウム）

ビペホルム実験（ビペホルムじっけん、スウェーデン語: Vipeholmsexperimenten、英語: Vipeholm experiments、Vipeholm Study）は、1945年から1955年にスウェーデンスコーネ県ルンドのビペホルム精神病院で行われた人体実験。糖の摂取の仕方と虫歯（う蝕）発生の相関関係を実証した実験である。
スウェーデン政府とスウェーデン歯科医師会とが音頭をとって実施した実験である。

## 実験概要
入院患者をいくつかのグループに分け、虫歯の発生を調査した。
- 砂糖を食事と一緒に与えたグループ。
- 砂糖を食事とは別に間食として与えたグループ。

また、与える菓子の違い、トフィー、キャラメル、チョコレートによる虫歯の発生の差異を調査した。

### 実験結果
- 食事といっしょに砂糖を摂ることと、虫歯の発生は関係性が低い[1][2][4]。
- 食間に砂糖を摂ることは虫歯を急激に増やす[1][2][4]。
- 砂糖の摂取量が多いほど虫歯が発生しやすい[1]。
- 粘り気のある菓子、トフィーやキャラメルのほうが虫歯になりやすい[1]。

食事といっしょに24個のトフィーを食べた被験者よりも、8個のトフィーを食間に食べた被験者のほうが虫歯の発生は多かった。

## 実験に対する批判
1947年にニュルンベルク綱領が採択され、人体実験に対する批判が高まっていった時期であること、実験のスポンサーが製糖会社であったことから、本実験は批判にさらされることとなった。
本実験はヘルシンキ宣言の採択前に行われた実験である。
今日では、非倫理的な人体実験の代表例の1つとして知られ、医学研究における倫理（医療倫理）の重要性を説くための反面教師としても用いられる。